# Anthessius lophiomi
Anthessius lophiomi is een eenoogkreeftjessoort uit de familie van de Anthessiidae. De wetenschappelijke naam van de soort is voor het eerst geldig gepubliceerd in 1986 door Avdeev & Kazachenko.